# Сільпанчо
Сільпанчо (Silpancho, оригінальне слово на кечуа: Sillp'anchu) — популярна болівійська страва з міста Кочабамба. 

## Опис
При правильному приготуванні це, як правило, велика і ситна їжа з різноманітними вуглеводами та жирами. Складається з основного шару рису зазвичай білого кольору, за яким іде шар відвареної та нарізаної картоплі. Далі тонким шаром подрібненого м'яса йде шар порізаних помідорів. Крім того, цибулю, буряк і петрушку змішують разом і заправляють одним або двома смаженими яйцями.
Інколи м'ясо нарізають кубиками замість того, щоб залишати у формі стейка. Інший варіант — замість петрушки, цибулі та буряка на яйця покласти піко де галло.
Сільпанчо можна знайти у вигляді сендвіча під назвою «Транкапечо», який містить усі інгредієнти (навіть рис).